# Linda Leine
Linda Leine (geboren im 20. Jahrhundert in Riga) ist eine lettische Pianistin.

## Ausbildung und Karriere
In Lettland geboren und aufgewachsen, begann Linda Leine ihre musikalische Ausbildung an der Emīls-Dārziņš-Musikschule, setzte sie an der Lettische Musikakademie Jāzeps Vītols unter Ilze Treija fort sowie später bei Arnis Zandmanis. Für ihre weitere musikalische Ausbildung zog sie nach Deutschland, wo sie an der Hochschule für Musik und Theater Hamburg unter Lilya Zilberstein und Burkhard Kehring studierte, gefolgt von einem Masterstudiengang im Fach Klaviersolo an der Musikhochschule Lübeck unter Konrad Elser. Ab Oktober 2015 vertiefte Leine sich gemeinsam mit ihrer Duo-Partnerin Daria Marshinina in das Klavierduospiel an der Hochschule für Musik und Theater Rostock und schloss ihr Masterstudium und Konzertexamen mit hoher Auszeichnung ab.
Leine ist Mitbegründerin des Trio Fabel, zusammen mit der Klarinettistin Anna Gāgane und dem Cellisten Kristaps Bergs. Das Trio ist bekannt für seine Zusammenarbeit mit jungen Komponisten und die Aufführung ihrer Werke. Sie arbeitet eng mit der Sopranistin Pia Davila zusammen. Aus ihrer Kooperation entstand 2022 das Album Irgendwo auf der Welt.

## Auszeichnungen
Leines hat verschiedenen Auszeichnungen erhalten, darunter den Steinway Förderpreis, einen 3. Preis beim Wettbewerb Franz Schubert und die Musik der Moderne und den Hauptpreis beim 9. Internationalen Wettbewerb für „Verfemte Musik“ im Jahr 2016.

## Diskografie
- Schubert-Strawinsky-Vasks: (Label: Es-Dur), ein gemeinsames Album mit Daria Marshinina mit klassischen und zeitgenössischen Kompositionen; Nominierung für den Opus Klassik 2019[5]
- Irgendwo auf der Welt: (Label: Es-Dur), ein Album mit der Sopranistin Pia Davila, das verfemten jüdischen Komponisten der NS-Zeit Tribut zollt[2]
- Seasons: (Label: SKANI), Soloalbum mit Werken des lettischen Komponisten Georgs Pelēcis[6]